# Oliver Seraphin
Oliver Seraphin (ur. 2 sierpnia 1943) – polityk karaibskiej Republiki Dominiki.
Funkcję premiera kraju Seraphin pełnił od 25 czerwca 1979 r. do 21 lipca 1980 r. zastępując na tym stanowisku zmuszonego do dymisji Patricka Johna.
Przed nowym premierem stanęło trudne zadanie rozwiązania wielu nabrzmiałych problemów kraju. W sierpniu 1979 r. wyspa została spustoszona przez huragan David (zginęło ok. 30 osób, ponad 5000 zostało rannych i niemal 75% mieszkańców wyspy zostało bez dachu nad głową), a ponadto trzeba było poprawiać prestiż kraju, nadwyrężony przez poprzedniego premiera, który posunął się do współpracy z rasistowskim reżimem w Południowej Afryce, choć był on bojkotowany przez niemal wszystkie kraje karaibskie.
Problemy gospodarcze były powodem zmiany rządu w 1980.
Seraphin był członkiem Partii Pracy Dominiki.